# As She Pleases
As She Pleases é o extended play (EP) de estreia da cantora americana Madison Beer. Seu lançamento ocorreu em 2 de fevereiro de 2018, através da First Access Entertainment. O EP conta com três singles, "Dead", "Say It to My Face" e "Home with You".

## Singles
"Dead" foi lançado com o single principal do EP em 19 de maio de 2017, juntamente com um lyric video. O videoclipe foi lançado em 2 de agosto de 2017, no canal oficial da cantora. Para promover a canção, foram feitos remix e uma versão acústica pelo DJ Cedric Gervais.
O segundo single, "Say It to My Face", foi lançado em 3 de novembro de 2017. No mesmo mês, em 15 de novembro, o videoclipe do single foi lançado. Para promover a canção, foram feitos remix pelo grupo The Wideboys e posteriormente lançados em 15 de dezembro de 2017.
"Home with You" foi lançada como o terceiro single em em 10 de março de 2018. Madison fez história com a canção por ser a primeira artista independente a alcançar o Top #20 das rádios pop dos Estados Unidos.

## Lista de faixas
| N.º            | Título              | Compositor(es)                                                        | Produtor(es)             | Duração |  |
| 1.             | "Dead"              | Britanny "Delacey" Amaradio Michael Leary Madison Love                | Michael Keenan           | 3:14    |  |
| 2.             | "Fools"             |                                                                       |                          | 3:38    |  |
| 3.             | "HeartLess"         | Madison Beer Amaradio Jordan Johnson Stefan Johnson Marcus Lomax Love | The Monsters & Strangerz | 2:38    |  |
| 4.             | "Tyler Durden"      |                                                                       |                          | 2:07    |  |
| 5.             | "Home with You"     | Beer Rachal Keen Fred Gibson Leroy Clampitt Janée Bennett             | Big Taste                | 3:10    |  |
| 6.             | "Teenager in Love"  | Beer Jeremy Dussolliet Timothy Sommers                                | Kinetics & One Love      | 3:34    |  |
| 7.             | "Say It to My Face" | Sarah Aarons Fred Ball Dayyon Alexander                               | Ball                     | 3:09    |  |
| Duração total: | Duração total:      | Duração total:                                                        | Duração total:           | 21:30   |  |

## Posições
| Tabela musical (2018)          | Melhor posição |
| ------------------------------ | -------------- |
| Austrália (ARIA)               | 64             |
| Canadá (Canadian Albums Chart) | 62             |
| Irlanda (IRMA)                 | 38             |
| Nova Zelândia (RMNZ)           | 3              |
| Escócia (OCC)                  | 91             |
| Suíça (Schweizer Hitparade)    | 68             |
| Estados Unidos (Billboard 200) | 93             |